# Plethodon vandykei
Plethodon vandykei е вид земноводно от семейство Plethodontidae.

## Разпространение
Видът е разпространен в Вашингтон, САЩ.